# Ковальов Олександр Олександрович

Могила Олександра Ковальова

Меморіальна дошка

Ковальо́в Олекса́ндр Олекса́ндрович (18 (31) грудня 1915 , Рогачов, Могильовська губернія  — 18 грудня 1991 , Київ ) — український скульптор, майстер станкового і монументального портрета.

## Біографія
Народився 18 (31) грудня 1915 року в місті Рогачові, тепер Гомельська область, Білорусь. У 1935–1942 роках навчався в Київському художньому інституті (педагоги — Бернард Кратко, Леонід Шервуд).
Помер 18 грудня 1991 року в Києві. Похований в Києві на Байковому кладовищі (ділянка № 52).

## Твори
Композиція «Народний месник» (1942), портрети Льва Ревуцького, Петра Чайковського (обидва — 1945), Миколи Лисенка (1946), Максима Рильського (1947), Олени Хобти (1950), Володимира Філатова (1950–1952), Миколи Гоголя (1953), Богдана Хмельницького (1954), Тараса Шевченка (1956), П. Козицького (1957), Бориса Гмирі (1960), Валентина Глушка (1978), Євгена Патона (1980), Олексія Стаханова (1985), Олександра Пушкіна (1990);
Меморіальні дошки і пам'ятники на могилах: Володимиру Філатову в Одесі, Пилипу Козицькому, Дем'яну Коротченку, Василю Касіяну, Костянтину Данькевичу, Льву Ревуцькому (всі — в Києві).
Пам'ятники Григорію Вакуленчуку (Одеса, 1958), Олександру Пушкіну (Київ, станція метро «Університет», 1960; Київ, 1962; Нью-Йорк, 1970), Миколі Лисенку (Київ, 1965), Івану Карпенку-Карому (Тобілевичу) в заповіднику-музеї «Хутір Надія» на Кіровоградщині (1969), Максиму Рильському біля літературно-меморіального музею в Києві (1968), на батьківській садибі в с. Романівці на Житомирщині (1970), Валентину Глушку (Одеса, 1974), Олександру Пушкіну (Гурзуф, Крим, 1975), Миколі Гоголю в с. Гоголевому Шишацького району Полтавської області (1984), монументальне погруддя Тараса Шевченка (Київська національна опера, 1988), Тарасу Шевченку в м. Білій Церкві Київської обл. (1991).

Пам'ятник О. Пушкіну
Пам'ятник М. Лисенку
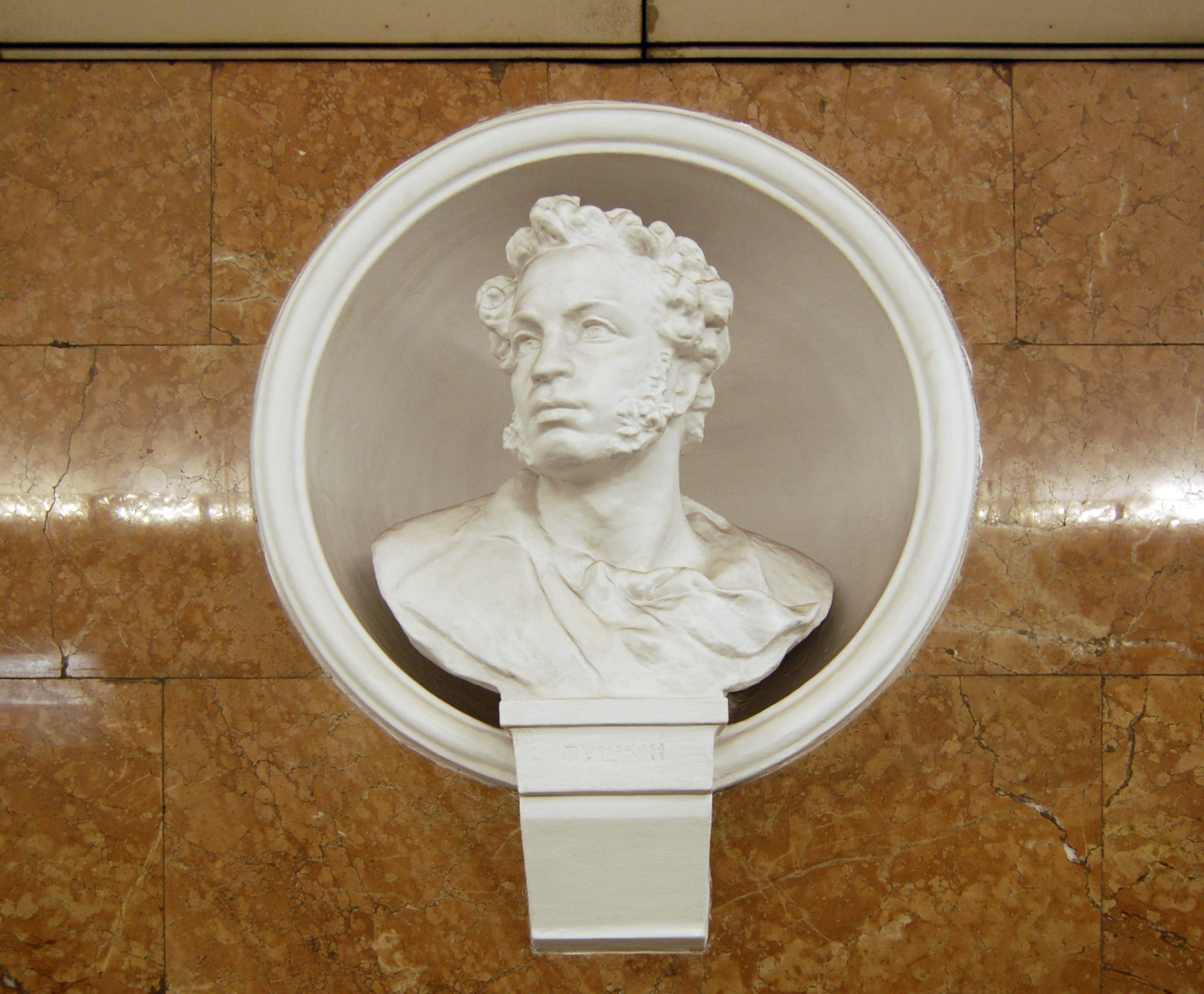
Бюст О. Пушкіна на станції метро «Університет»
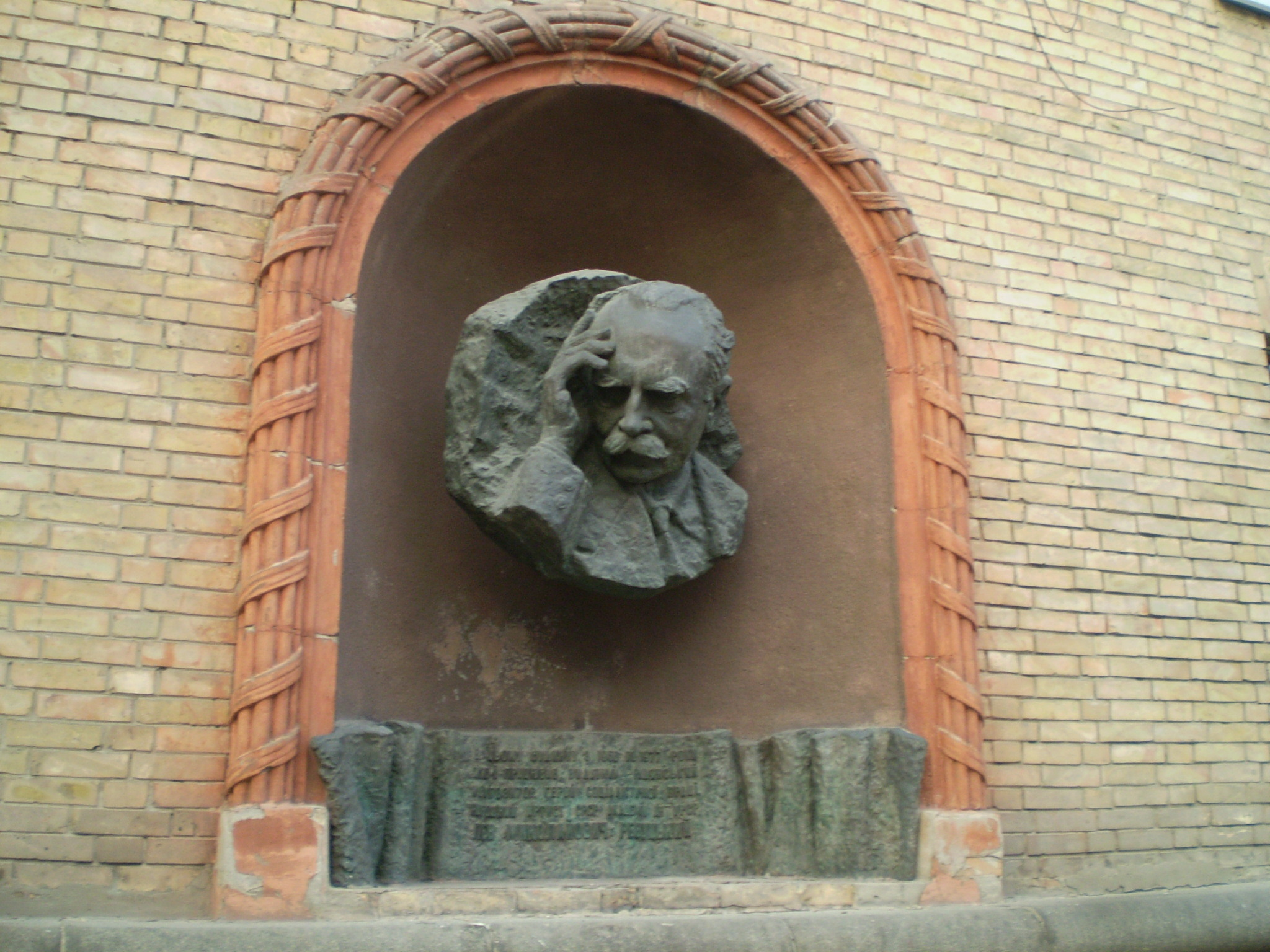
Меморіальна дошка Л. Ревуцькому
Надгробок Д. Коротченка
Пам'ятник матросу Вакуленчуку в Одесі

## Відзнаки
Лауреат Сталінської премії другого ступеня (1950; за скульптурний портрет Героя Соціалістичної Праці О. С. Хобти) та Державної премії УРСР імені Тараса Шевченка (1975; за скульптурні портрети Д. С. Коротченка, М. Т. Рильського, В. П. Філатова).
Народний художник УРСР (з 1963 року), народний художник СРСР (з 1979 року). Нагороджений орденом Трудового Червоного Прапора.

## Вшанування пам'яті
У Києві, на вулиці Лютеранській, 6, де з 1950 по 1991 рік проживав скульптор, йому встановлено бронзову меморіальну дошку.